# Horacio (Insel)
Die ca. 9 ha große Insel Horacio liegt in geringer Entfernung nordöstlich vor Bioko und besteht im Grunde nur aus einem Leuchtturm.
Das unbewohnte Eiland gehört politisch, ebenso wie die Insel Bioko, zum westafrikanischen Staat Äquatorialguinea.